# Pomník Mistra Jana Husa (Plotiště nad Labem)
 Pomník Mistra Jana Husa v Plotištích nad Labem je pískovcový pomník, který byl odhalen 6. července 1936. Je jedním ze šesti pomníků Janu Husovi na území města Hradce Králové.

## Popis pomníku
Socha je vytvořena v nadživotní velikosti a je vytesána z pískovce. Zobrazuje klidnou, hrdou a hubenou postavu se vztyčenou hlavou v dlouhém rouchu, která drží v levé ruce knihu a pravou má přitisknutou k srdci. Kvádrový podstavec ze stejného materiálu nese nápis: „PRAVDA VÍTĚZÍ!“

## Historie
Pro umístění pomníku bylo vybráno neudržované místo, kde se často zdržovali kočovné společnosti. Vedle toho tam bývaly hnojiště, případně pásly husy i kozy. V roce 1934 sem byla dopravena navážka, došlo k zorání půdy a vyrovnání terénu i následnému oplocení.
Slavnost kladení základního kamene pomníku jako druhá část Husových oslav se konala 14. července 1934 a v jejím rámci byla sehrána divadelní hra "M. Jan Hus před koncilem" a uspořádán průvod, který představoval Husovu cestu na hranici. Při kladení základního kamene výrazně pomáhal smíšený pěvecký sbor místní Volné myšlenky. Slavnostním řečníkem byl poslanec Jaroslav Hynek z Cerekvice u Hořic.

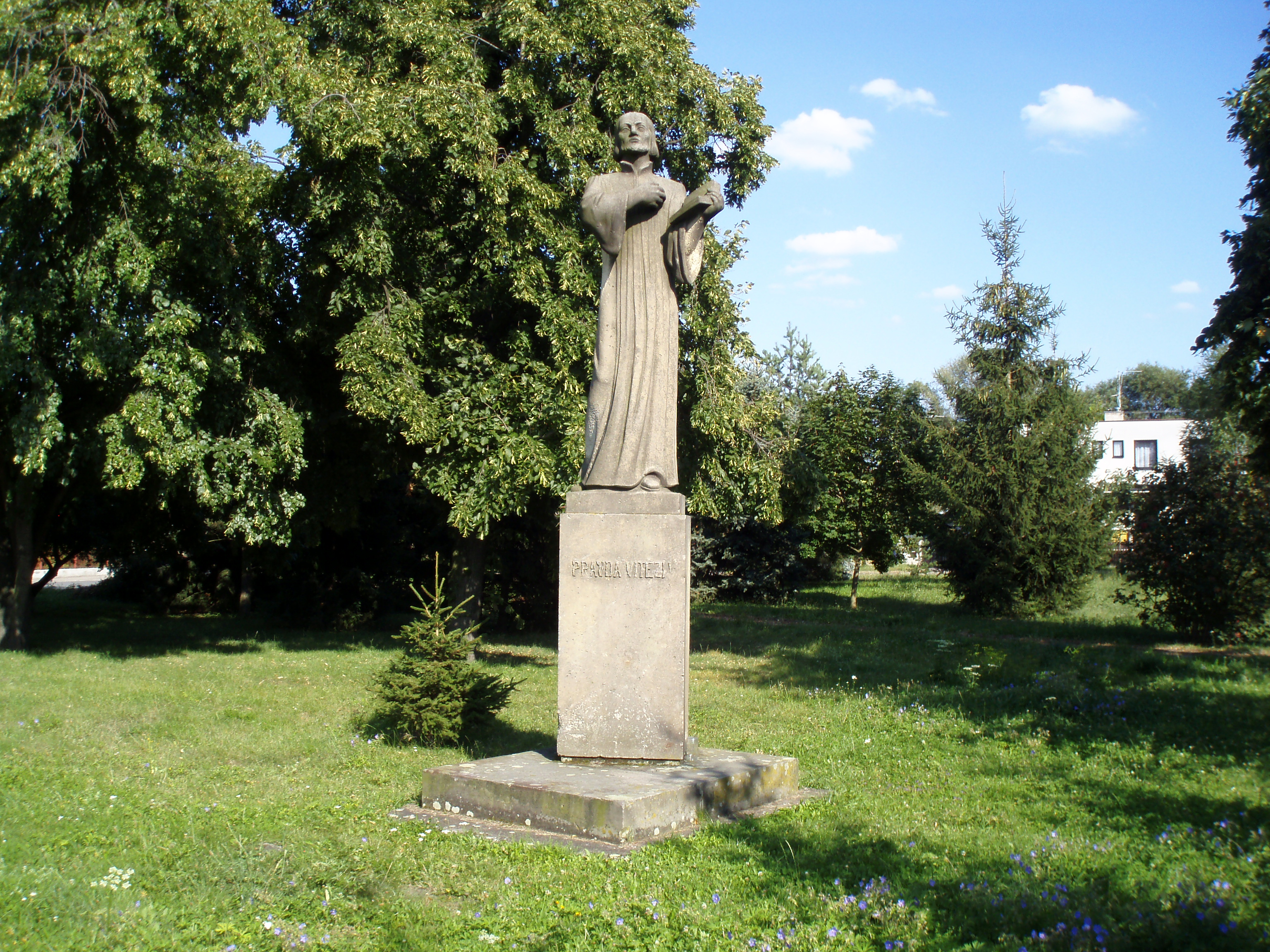
Celkový pohled na pomník

11. srpna 1935 bylo sehráno divadelní představení na přírodním jevišti u Masarykovy obecné školy – Libuňský jemnostpán od Abigail Horákové. Jeho režie se ujal jednatel Sboru pro postavení Husova pomníku František Pišl. Čistý zisk z něj – 1 822,80 Kč – zvýšil jmění spolku tak, že mohlo dojít k vypsání soutěže na návrh pomníku. O Vánocích téhož roku byly vystaveny všechny došlé návrhy.
Samotné odhalení pomníku bylo součástí oslav Mistra Jana Husa, jež pořádal ve dnech 5. a 6. července 1936 pod protektorátem obecního zastupitelstva Sbor pro postavení Husova pomníku v Plotištích. Prvního dne večer se konal sraz účastníků průvodu u Švehlovy lípy před čp. 289, odkud vyšel lampionový průvod s hudbou na hřiště za Masarykovou obecnou školou. Po proslovu odborného učitele Bohuslava Semráda z místní měšťanské školy a dvou smíšených sborech místního sdružení Volné myšlenky byla zapálena hranice, jejíž pálení bylo ukončeno písní „Hranice vzplála“. Nato byla sehrána u Sokola historická hra H. Scharlinga „Mistr Jan Hus“ v režii oficiála Československých státních drah Jana Vyšanského. Druhého dne dopoledne se konal průvod náboženských obcí Církve československé od Švehlovy lípy na hřiště u Masarykovy obecné školy, kde se uskutečnily bohoslužby, při nichž promluvil kutnohorský farář Ferdinand Tichý. Ve 14.00 hodin se konala vlastní slavnost odhalení pomníku. Socha byla přepracována ve vzhledu obličeje, protože podle původního návrhu byl Jan Hus bez vousu a mladického vzezření. Tentokrát šel průvod až z nádvoří mlýna Budína. Po uvítání předsedou sboru Bohumilem Součkem, hostinským z čp. 117 a smíšeném sboru Volné myšlenky pronesl slavnostní řeč senátor Vojta Beneš. Po dalším sboru byl pomník odhalen a předán do obecní ochrany a péče. Následoval projev starosty obce Josefa Šimáka a vlastní odhalení bylo ukončeno státní hymnou. Do základu pomníku byla vložena prsť z Husince od Husova rodného domu a z bojiště u Lipan a pamětní spis. Sbor disponoval částkou 33 163,10 Kč, ze které vydal 10 500 Kč na sochu a kamenické práce.
V roce 2014 byl podle pomníku pojmenován parčík kolem něho. Vznikl tak Park Mistra Jana Husa.